# Aziatisch-Oceanisch kampioenschap korfbal 2004
Het Aziatisch-Oceanisch kampioenschap korfbal 2004 was de zesde editie van dit toernooi. 
In vergelijking met het vorige toernooi (2002) is het deelnemersveld teruggebracht van 5 naar 3.

## Deelnemers
- Australië (gastland)
- Chinees Taipei (titelverdediger)
- Nieuw-Zeeland

## Toernooi

### Poule Fase
|             |           |        |               |                                 |
| 6 juli 2004 | Australië | 20 - 4 | Nieuw-Zeeland | Scheidsrechter: Pei-Ling, Cheng |
| 6 juli 2004 |           |        |               | Scheidsrechter: Pei-Ling, Cheng |

|             |                |         |           |                                 |
| 6 juli 2004 | Chinees Taipei | 13 - 10 | Australië | Scheidsrechter: Rose Podvoiskis |
| 6 juli 2004 |                |         |           | Scheidsrechter: Rose Podvoiskis |

|             |                |        |               |                            |
| 8 juli 2004 | Chinees Taipei | 21 - 5 | Nieuw-Zeeland | Scheidsrechter: Paul Adams |
| 8 juli 2004 |                |        |               | Scheidsrechter: Paul Adams |

|             |           |        |               |                                 |
| 9 juli 2004 | Australië | 21 - 3 | Nieuw-Zeeland | Scheidsrechter: Pei-Ling, Cheng |
| 9 juli 2004 |           |        |               | Scheidsrechter: Pei-Ling, Cheng |

|              |           |         |                |                                 |
| 10 juli 2004 | Australië | 16 - 15 | Chinees Taipei | Scheidsrechter: Rose Podvoiskis |
| 10 juli 2004 |           |         |                | Scheidsrechter: Rose Podvoiskis |

|              |                |        |               |                            |
| 10 juli 2004 | Chinees Taipei | 15 - 7 | Nieuw-Zeeland | Scheidsrechter: Paul Adams |
| 10 juli 2004 |                |        |               | Scheidsrechter: Paul Adams |

### Finale
|              |           |         |                |                            |
| 11 juli 2004 | Australië | 17 - 14 | Chinees Taipei | Scheidsrechter: Paul Adams |
| 11 juli 2004 |           |         |                | Scheidsrechter: Paul Adams |

## Eindstand van het toernooi
| Plaats op ranglijst | Team           |
| ------------------- | -------------- |
| Goud                | Australië      |
| Zilver              | Chinees Taipei |
| Brons               | Nieuw-Zeeland  |

| Kampioen van 2004 |
| ----------------- |
| Australië         |

1990 · 
1992 · 
1994 · 
1998 · 
2002 · 
2004 · 
2006 · 
2010 · 
2014 · 
2018 · 
2022 ·